# 怒火風雲 (1995年電影)
《怒火風雲》（韓語：테러리스트）為1995年韓國劇情電影，於1995年5月13日上映，片長102分鐘，由金永彬編劇及執導，善益電影出品、製作及發行，崔民秀、李璟榮主演，本片改編自韓國漫畫家李賢世的漫畫作品《卡隆的黎明》（카론의 새벽），亦是導演金永彬繼1992年的電影處女作《金的戰爭》後第二部為人熟悉的電影代表作。
本片在韓國上映後共有32萬入場人次。

## 劇情
故事講述士賢和秀賢兩兄弟因自小失去雙親，他們希望將來能夠成為警察。長大後，哥哥士賢成為了一個出色的警察，而弟弟秀賢亦剛剛完成警察學堂的訓練，並獲得最高榮譽畢業。
然而好景不常，由於秀賢因在首次執勤時過分濫用權力而被判入獄，當他完成三年刑期後並決心重過新生活時，他發現好友尚哲被犯罪組織重打致死。
他在失去良友及夢想之痛時，他搖身一變成為恐怖份子，在法律以外為民除害，並企圖除去地下組織首領任泰浩。
此時，士賢才知道這位令整個城市秩序大亂的恐怖份子原來是親弟弟⋯

## 演員陣容
- 崔民秀 飾 吳秀賢
- 李璟榮 飾 吳士賢
- 廉晶雅 飾 黃彩恩
- 許峻豪 飾 尚　哲
- 獨孤永宰 飾 任泰浩
- 朴奉書 飾 鄭秉鎮
- 尹文植（朝鲜语：윤문식） 飾 文探員
- 李基永 飾 春　佑
- 劉五性 飾 點　杓
- 明桂男 飾 刑事部長

## 獎項
| - 第34屆大鐘獎（1996年） - 「最佳男配角獎」：許峻豪 - 「最佳音樂獎」：崔景植 - 「最佳音響技術獎」：姜大成、李秉夏 - 第16屆青龍電影獎（1995年） - 「最佳電影獎」 - 「最佳導演獎」：金永彬 | - 第34屆大鐘獎（1996年） - 「最佳男主角獎」：崔民秀 - 「最佳攝影獎」：申玉鉉 - 「最佳燈光獎」：林栽瑩 - 「最佳剪接獎」：朴順德 - 第16屆青龍電影獎（1995年） - 「最佳男主角獎」：崔民秀 - 「最佳男配角獎」：許峻豪 - 第19屆黃金攝影獎（1996年） - 「銀獎」：申玉鉉 - 「最佳燈光獎」：林栽瑩 - 「製作功勞獎」：林忠烈 |

## 外部連結
- 互联网电影数据库（IMDb）上《怒火風雲》的资料（英文）
- 韩国电影数据库（KMDb）上《怒火風雲》的資料